# Infinite (filme)
Infinite (bra: Infinito) é um filme americano do gênero ação de ficção científica de 2021 dirigido por Antoine Fuqua. O roteiro, que foi escrito por Ian Shorr, é baseado em uma história de Todd Stein, que é adaptada do romance de 2009 de D. Eric Maikranz, The Reincarnationist Papers. O filme é estrelado por Mark Wahlberg, Chiwetel Ejiofor, Sophie Cookson, Jason Mantzoukas, Rupert Friend, Toby Jones e Dylan O'Brien.
Infinite foi lançado digitalmente no Paramount+ em 10 de junho de 2021 nos Estados Unidos, após atrasos em seu lançamento original em agosto de 2020 devido à pandemia de COVID-19. Ele recebeu críticas negativas de críticos que criticaram as atuações e o roteiro, com alguns comparando-o desfavoravelmente com outros filmes como Matrix.

## Elenco
- Mark Wahlberg como Evan McCauley / Heinrich Treadway (2020)
  - Dylan O'Brien como Heinrich Treadway (1985)
- Chiwetel Ejiofor como Bathurst (2020)
  - Rupert Friend como Bathurst (1985)
- Sophie Cookson como Nora Brightman
  - Joana Ribeiro como Leona
- Jason Mantzoukas como o Artesão
- Jóhannes Haukur Jóhannesson como Kovic
- Liz Carr como Garrick
- Kae Alexander como Trace
- Toby Jones como Bryan Porter
- Tom Hughes como Abel
- Wallis Day como Agente Shin
- Raffiella Chapman como Jinya

## Produção

### Desenvolvimento
Em março de 2017, o Deadline informou que a Paramount Pictures havia comprado os direitos da adaptação de Ian Shorr e Todd Stein do livro The Reincarnationist Papers, que foi descrita como "Wanted conhece The Matrix", com Mark Vahradian e Lorenzo di Bonaventura junto com John Zaozirny e Rafi Crohn como produtores. O mesmo artigo do Deadline erroneamente chamou o roteiro de Shorr e Stein como um roteiro de especulação e o livro como "não publicado". Em novembro de 2018, a Paramount começou a conversar com Antoine Fuqua para dirigir o filme. Foi anunciado em fevereiro de 2019 que Chris Evans havia entrado em negociações para estrelar o filme, com Fuqua oficialmente confirmado como diretor. Naquele mesmo mês, John Lee Hancock teria fornecido reescritas no roteiro de Shorr. Em junho, Evans desistiu do projeto devido a conflitos de agenda com Defending Jacob, com Mark Wahlberg entrando em negociações para substituí-lo. Wahlberg foi confirmado em agosto, com Sophie Cookson e Dylan O'Brien adicionados ao elenco. Em setembro, Chiwetel Ejiofor, Jóhannes Haukur Jóhannesson, Rupert Friend e Jason Mantzoukas foram adicionados ao elenco. Tom Hughes foi escalado em outubro.

### Filmagens
As filmagens começaram em setembro de 2019. As cenas foram filmadas no centro de Cardiff e no Aeroporto de Farnborough. As filmagens também foram feitas na mansão ex-Rothschild, Mentmore Towers em Buckinghamshire, em Londres, Cidade do México, Guanajuato, Nepal, Nova Iorque, Escócia, Camboja e Alpes.

## Música
Harry Gregson-Williams, que trabalhou com o diretor Antoine Fuqua em seus filmes anteriores, compôs a trilha sonora do filme.

## Lançamento
Infinite foi originalmente programado para ser lançado nos cinemas em 7 de agosto de 2020 nos Estados Unidos, mas foi adiado para 28 de maio de 2021, devido à pandemia de COVID-19. Foi adiado novamente para 24 de setembro de 2021, quando A Quiet Place Part II foi transferido para a data de maio. Em 6 de maio de 2021, a Paramount Pictures cancelou o lançamento do filme nos cinemas e, em vez disso, ele foi lançado digitalmente no Paramount+ em 10 de junho de 2021. Em outros países, o filme foi lançado através dos serviços SVOD de propriedade da ViacomCBS, Paramount Play e Paramount +, em 23 de agosto de 2021. O filme foi lançado em Blu-ray e DVD em 17 de maio de 2022 pela Paramount Home Entertainment nos Estados Unidos.

## Recepção

### Crítica especializada
No site agregador de críticas Rotten Tomatoes, 16% das 77 críticas do filme são positivas, com uma classificação média de 4,1/10. O consenso crítico do site diz: "Um thriller de ficção científica inicialmente intrigante que rapidamente se transforma em incoerência, Infinite é tão fútil quanto inconsequente". No Metacritic, que atribuiu uma pontuação média ponderada de 28 em 100 com base em 27 críticas, o filme recebeu "críticas geralmente desfavoráveis".
Ty Burr, do The Boston Globe, deu ao filme 1,5/4 estrelas e escreveu: "Indo direto para a plataforma de streaming Paramount+ sem o constrangimento de aparecer primeiro nos cinemas, o filme é alegremente incoerente e estranhamente genérico, como se tivesse sido montado a partir do peças sobressalentes de outros filmes e coladas com dublês.". David Rooney, do The Hollywood Reporter, disse: "Infinite é uma moagem sem alma. Suculento com uma sucessão de perseguições aceleradas aprimoradas por CGI e ação de luta intercalada com rajadas entorpecentes de fala geek de alto conceito, o thriller de ficção científica de Antoine Fuqua não é ajudado por uma atuação principal de Mark Wahlberg em sua forma mais inexpressiva.".
Peter Debruge, da Variety, chamou o filme de "Matrix-encontra-o aspirante à The Old Guard" e escreveu: "Quanto mais você começa a criticar este filme, mais inumeráveis seus buracos na trama aparecem, até que a coisa toda desmorone sobre si mesma.". Robert Daniels, do RogerEbert.com, deu ao filme 0,5/4 estrelas, dizendo que "em vez de criar uma maravilha de ficção científica de alto conceito, Infinite de Fuqua depende de efeitos visuais de má qualidade e construção de mundo complicada para o pior filme de sua carreira".

### Prêmios
| Ano  | Prêmio            | Categoria              | Recepiente(s)                                                                                        | Resultado | Ref(s) |
| ---- | ----------------- | ---------------------- | --- | --------- | ------ |
| 2022 | Framboesa de Ouro | Pior Filme             | Lorenzo di Bonaventura, Mark Huffam, Stephen Levinson, Mark Vahradian, Mark Wahlberg e John Zaozirny | Indicado  | [ 32 ] |
| 2022 | Framboesa de Ouro | Pior Ator              | Mark Wahlberg                                                                                        | Indicado  | [ 32 ] |
| 2022 | Framboesa de Ouro | Pior Atriz Coadjuvante | Sophie Cookson                                                                                       | Indicado  | [ 32 ] |